# Mosman Park Town
Koordinaten: 32° 0′ S, 115° 45′ O

Der Town of Mosman Park ist ein lokales Verwaltungsgebiet (LGA) im australischen Bundesstaat Western Australia. Mosman Park gehört zur Metropole Perth, der Hauptstadt von Western Australia. Das Gebiet ist vier Quadratkilometer groß und hat etwa 8750 Einwohner (2016).
Mosman Park liegt nördlich der Mündung des Swan River an der Küste und ist etwa 10 bis 12 km vom Stadtzentrum von Perth entfernt. Die LGA besteht nur aus dem gleichnamigen Stadtteil.

## Verwaltung
Der Mosman Park Council hat sieben Mitglieder. Die Councillor werden von den Bewohnern der zwei Wards (North und South Ward) gewählt. Aus dem Kreis der Councillor rekrutiert sich auch der Mayor (Bürgermeister) und Vorsitzende des Councils.